# Johann Christian Felix Baehr
Johann Christian Felix Baehr (Darmstadt, 13 giugno 1798 – Heidelberg, 29 novembre 1872) è stato un filologo classico tedesco.

## Biografia
Nacque a Darmstadt, studiò al Ginnasio e presso l'Università di Heidelberg, dove fu nominato professore di filologia classica nel 1823, capo bibliotecario nel 1832, e al ritiro di G. F. Creuzer, divenne direttore del seminario filologico. Morì a Heidelberg.

## Opere
Le sue prime opere furono edizioni di Alcibiade di Plutarco (1822), Philopoemen, Flamininus, Pyrrhus (1826), i frammenti di Ctesia (1824) e Erodoto (1830-1835, 1855-1862). Ma soprattutto le sue opere sulla letteratura romana e gli studi umanistici del Medioevo: Geschichte der römischen Litteratur ("Storia della letteratura romana", 1828, 4ª ed., 1868-1870), e i volumi supplementari:
- Die christlichen Dichter und Geschichtschreiber Roms ("Poeti e storici cristiani di Roma", 2ª ed., 1872)
- Die christlich-römische Theologie ("Teologia cristiano-romana", 1837)
- Geschichte der römischen Litteratur im karolingischen Zeitalter ("Storia della letteratura romana in età carolingia", 1840).